# 2206 Gabrova
2206 Gabrova је астероид главног астероидног појаса чија средња удаљеност од Сунца износи 3,015 астрономских јединица (АЈ).
Апсолутна магнитуда астероида је 11,3.